# Zona metropolitana de La Piedad-Pénjamo
La zona metropolitana de La Piedad-Pénjamo está situada en los estados mexicanos de Guanajuato y Michoacán. Registra una población, según el conteo de 2020 del INEGI de 261 450 habitantes. Santa Ana Pacueco, perteneciente al municipio de Pénjamo, está unida a La Piedad, Michoacán y solo están divididas por el río Lerma aunque están unidas por 4 puentes.

## Población y extensión territorial
| Municipio | Población | Superficie (km²) | Densidad |
| --------- | --------- | ---------------- | -------- |
| Pénjamo   | 154 960   | 1 565.516        | 99.26    |
| La Piedad | 106 490   | 271.59           | 373.64   |
| Total     | 261 450   | 1 837.10         | 236.45   |

Existe planes de integrar al municipio de Numarán y Degollado, Jalisco a la zona metropolitana.

### Población histórica de la Zona Metropolitana de La Piedad-Pénjamo
| Año  | Población Zona Metropolitana | Población Mpio. Pénjamo | Población Mpio. La Piedad | Fuente                                          |
| ---- | ---------------------------- | ----------------------- | ------------------------- | ----------------------------------------------- |
| 1970 | 143 110 hab.                 | 90 678 hab.             | 52 432 hab.               | IX Censo                                        |
| 1980 | 168 913 hab.                 | 105 105 hab.            | 63 808 162 hab.           | X Censo                                         |
| 1990 | 219 004 hab.                 | 137 842 hab.            | 81 162 hab.               | XI Censo                                        |
| 2000 | 229 372 hab.                 | 144 426 hab.            | 84 946 hab.               | XII Censo (14/02/2000)                          |
| 2010 | 249 512 hab.                 | 149 936 hab.            | 99 576 hab.               | XIII Censo de Población y Vivienda (17/07/2010) |
| 2020 | 261 450 hab.                 | 154 960 hab.            | 106 490 hab.              | XIV Censo de Población y Vivienda (02/03/2020)  |

### Principales 10 localidades por población de la ZMLP-P
Estos son los 10 principales núcleos de población de la Zona Metropolitana de La Piedad-Pénjamo que en conjunto reúnen el 59 % total de la ZMLP-P al año 2020.
| Puesto | Ciudad/Localidad       | Población | Municipio |
| ------ | ---------------------- | --------- | --------- |
| 1      | La Piedad de Cabadas   | 87 042    | La Piedad |
| 2      | Pénjamo                | 43 249    | Pénjamo   |
| 3      | Santa Ana Pacueco      | 9057      | Pénjamo   |
| 4      | Villas de la Loma      | 4164      | La Piedad |
| 5      | Laguna Larga de Cortés | 3640      | Pénjamo   |
| 6      | Estación Pénjamo       | 2674      | Pénjamo   |
| 7      | La Estrella            | 2489      | Pénjamo   |
| 8      | Churipitzeo            | 2136      | Pénjamo   |
| 9      | Río Grande             | 2025      | La Piedad |
| 10     | Los Ocotes             | 2005      | Pénjamo   |